# Unni Lehn
Unni Lehn (Melhus, 7 de junho de 1977) é uma ex-futebolista norueguesa. campeã olímpica

## Carreira
Foi medalhista olímpica de ouro pela seleção de seu país em 2000.